# Kevin Mullin
Kevin Mullin (Daly City, 15 giugno 1970) è un politico statunitense, membro della Camera dei Rappresentanti per lo stato della California.

## Biografia
Nato e cresciuto in California, Harder ha studiato alla Junípero Serra High School di San Mateo, quindi si è laureato in comunicazione presso l'Università di San Francisco, in seguito ha preso un Master in Public Administration alla San Francisco State University.
Dopo aver lavorato nello staff di altri politici come il senatore statale Jackie Speier e per suo padre Gene Mullin deputato statale, nel 2007 viene eletto nel consiglio comunale di South San Francisco. Nel 2012 viene eletto per la prima volta all'Assemblea dello Stato della California nel distretto n. 22, che comprende la maggior parte della penisola di San Francisco. Dal 2014 al 2022 ha ricoperto il ruolo di speaker pro tempore dell'Assemblea.
Nel 2022 dopo l'annuncio del ritiro di Jackie Speier si candida come democratico al Congresso, nel quindicesimo distretto della California e batte alle elezioni generali di novembre il supervisore della contea di San Mateo David Canepa, anche lui democratico, ottenendo il 55,8% dei voti. Entra in carica come deputato il 3 gennaio 2023.